# Операция «Хромированный купол»

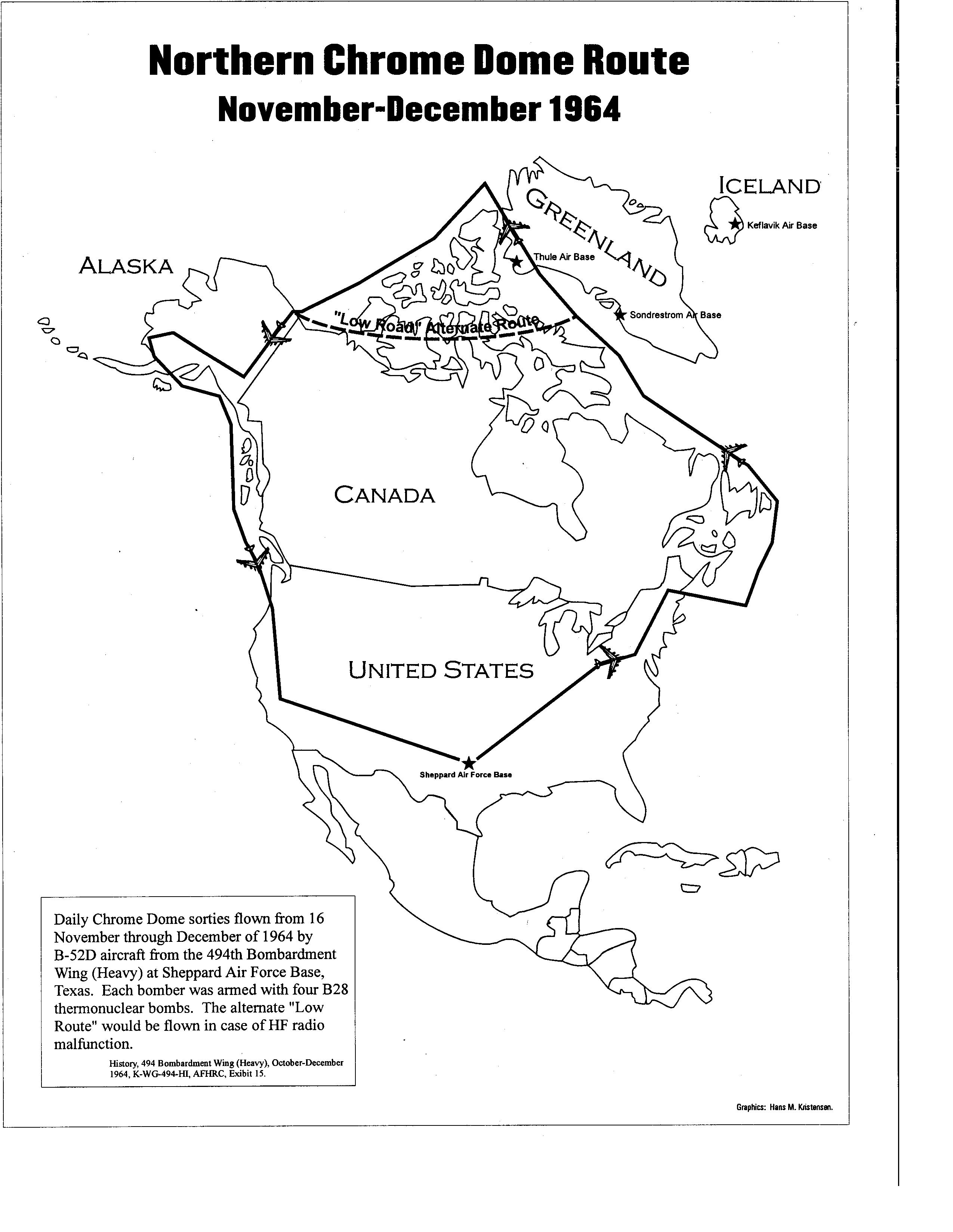
Карта операции "Хромированный купол" 1964 года с военно-воздушной базы Шеппард, Техас

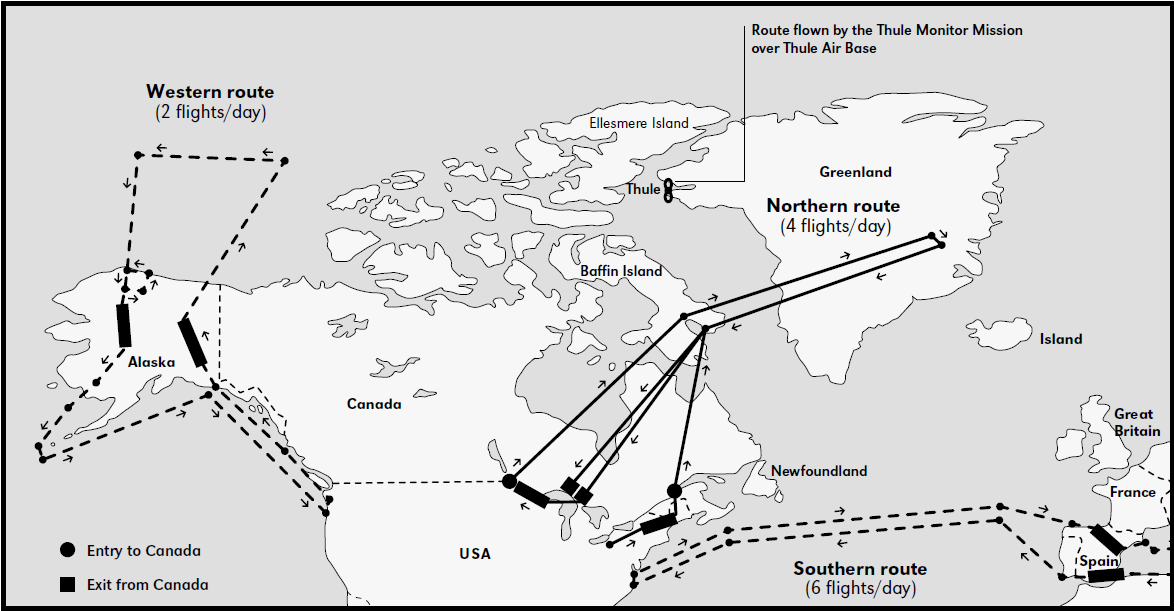
Маршруты полётов по состоянию на 1966 год

Операция «Хромированный купол» (англ. Operation Chrome Dome) — операция, проводившаяся Стратегическим командованием ВВС США с начала 60-х по 1968 в период Холодной войны. Являлась развитием программы «Фора»  (англ. Operation Head Start) по постоянной боеготовности стратегических бомбардировщиков.
Операция заключалась в боевом патрулировании в воздухе стратегических бомбардировщиков B-52 с термоядерным оружием на борту. При вылете бомбардировщикам назначались цели на территории СССР, которые должны были быть атакованы при получении соответствующего сигнала. В задачи операции входило постоянное поддержание «достаточного» количества находящихся в воздухе и имеющих необходимый для выполнения задания запас топлива самолётов. Подобная тактика позволяла значительно сократить время, необходимое для нанесения упреждающего или ответного ядерного удара, а также гарантировала выживание бомбардировщиков «первой волны» при атаке аэродромов базирования.
В среднем бомбардировщики, вылетавшие на задание, находились в воздухе около 24 часов, с несколькими дозаправками. Патрулирование производилось по двум основным маршрутам: южному, проходившему через Атлантический океан в район Средиземного моря, где производилась дозаправка, после которой самолёты возвращались на базу, и северному, который пролегал вдоль восточного побережья США и Канады на север, затем пересекал Канаду примерно по 84-й параллели и продолжался на юг вдоль западного побережья.
С конца 1961 года в рамках операции стали выполняться задания под кодовым названием «Хард Хэд» (англ. Hard Head) по постоянному визуальному наблюдению за радиолокационной станцией на авиабазе Туле, служившей ключевым компонентом системы раннего предупреждения о ракетном нападении BMEWS. Целью «Хард Хэд» было получение оперативной оценки ситуации в случае нарушения связи со станцией, позволявшее определить, не было ли такое нарушение результатом атаки со стороны СССР.

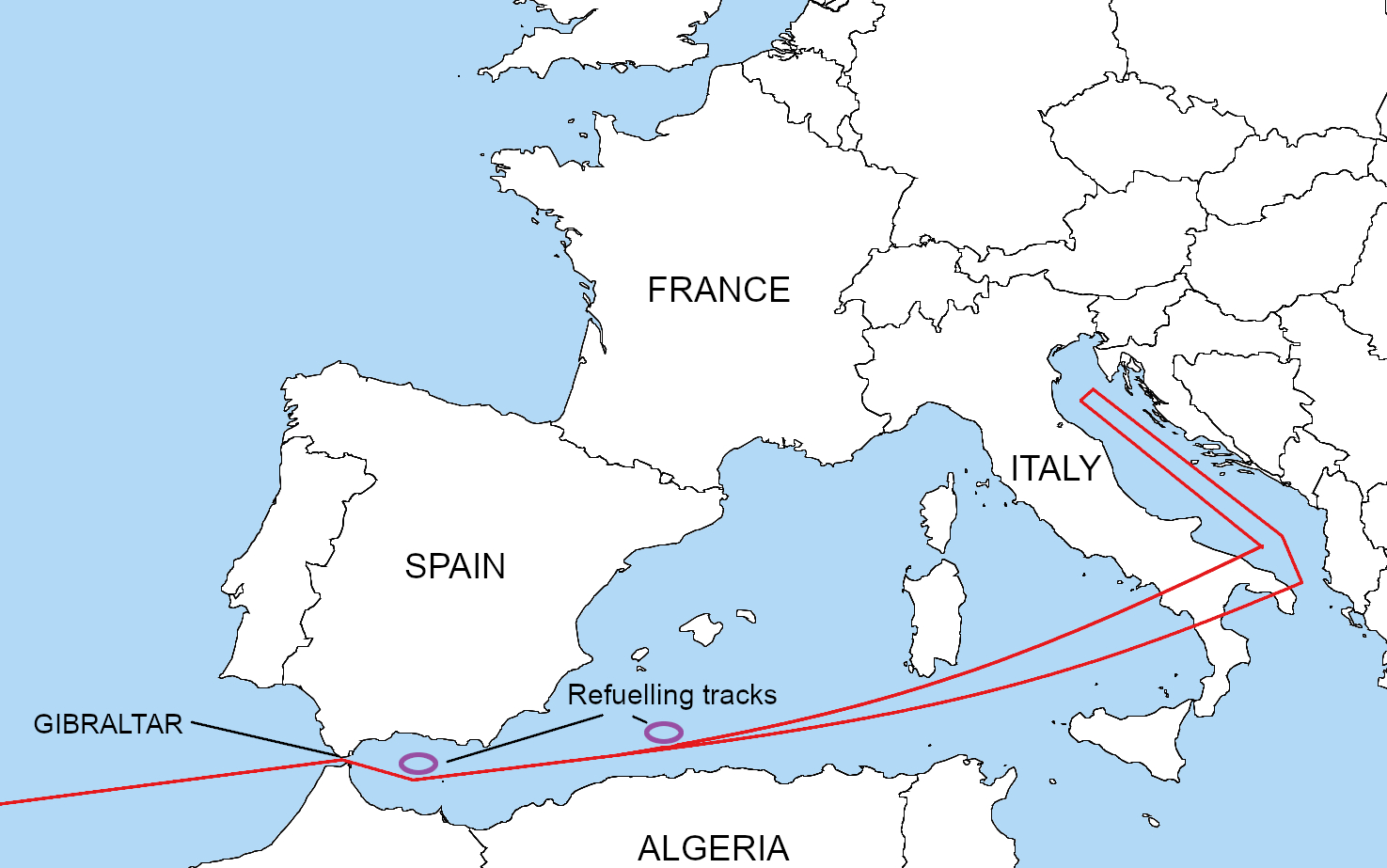
Европейская часть маршрута

Операция продолжалась в течение примерно семи лет. В её ходе произошло несколько крушений бомбардировщиков с ядерным оружием на борту. После авиакатастрофы над Паломаресом операция была значительно сокращена и окончательно свёрнута в 1968 году после авиакатастрофы над базой Туле.

## Инциденты и катастрофы
Во время проведения операции (с 1960 года до завершения операции в 1968 году) произошли пять катастроф стратегических бомбардировщиков Стратегического командования ВВС США с ядерным оружием на борту:
- Авиакатастрофа под Голдсборо — погибло три члена экипажа из пяти. Две термоядерные бомбы отделились от разрушающегося самолёта, у одной из бомб раскрылся парашют и она приземлилась практически неповреждённой, а вторая бомба упала в болото и разрушилась, обломки ушли в грунт на значительную глубину.
- Авиакатастрофа над Юба-Сити — экипаж не пострадал. Перевозимые самолётом две термоядерные бомбы были выброшены из обломков самолёта при ударе о землю, но защитные устройства бомб предотвратили взрыв, и радиоактивного заражения местности не произошло.
- Катастрофа B-52 над Дикой Горой — погибло три члена экипажа из пяти. Перевозимые самолётом две термоядерные бомбы были найдены «относительно неповрежденными в середине обломков» и через два дня эвакуированы с места катастрофы[2].
- Авиакатастрофа над Паломаресом — в результате катастрофы погибли 7 человек, и были потеряны четыре термоядерные бомбы. Три из них приземлились на суше и были найдены сразу, четвёртая, упавшая в море — лишь после двухмесячных поисков. Две бомбы, упавшие неподалёку от Паломареса, разрушились, вызвав радиационное заражение местности[3].
- Авиакатастрофа над базой Туле — погиб один член экипажа. Четыре термоядерных бомбы были разрушены и вызвали значительное радиационное заражение местности[4].